# The Lennon Sisters
The Lennon Sisters sind eine US-amerikanische Gesangsgruppe, die von 1955 bis 1968 ihre größten Erfolge hatte. Die Gruppe bestand aus vier Schwestern: Dianne (* 1. Dezember 1939), Peggy (* 8. April 1941), Kathy (* 2. August  1943) und Janet (* 15. Juni 1946) Lennon. Alle vier kamen in Los Angeles (Kalifornien) zur Welt.
Ihren ersten öffentlichen Auftritt hatten sie 1955 in Lawrence Welks Weihnachtsshow. 1956 hatten sie mit dem Lawrence Welk Orchester ihren größten Hit: Tonight You Belong To Me, der bis Platz 15 der Billboard-Charts kam. Mit dem Orchester Billy Vaughn gelang ihnen 1961 ihre zweite und letzte Platzierung in den Charts (Nummer 56) mit dem Titel Sad Movies (Make Me Cry).
2001 wurde die Gruppe in die Vocal Group Hall of Fame aufgenommen.